# Ziraldo
Ziraldo (Caratinga, 24 de octubre de 1932-Río de Janeiro, 6 de abril de 2024), cuyo nombre completo es Ziraldo Alves Pinto, fue un autor, pintor, historietista y periodista brasileño. 
Sus obras fueron traducidas a varios idiomas, adaptadas a cine y teatro.

## Biografía
Estudió en Universidad Federal de Minas Gerais.
Sus libros para niños, tal como el Pibe Piola (en portugués: O Menino Maluquinho), ha sido también la base de exitosas películas y series de televisión brasileras.
Él y otros artistas progresistas crearon el diaria cómica inconformista O Pasquim durante la dictadura militar en Brasil.